# Szósta katastrofa

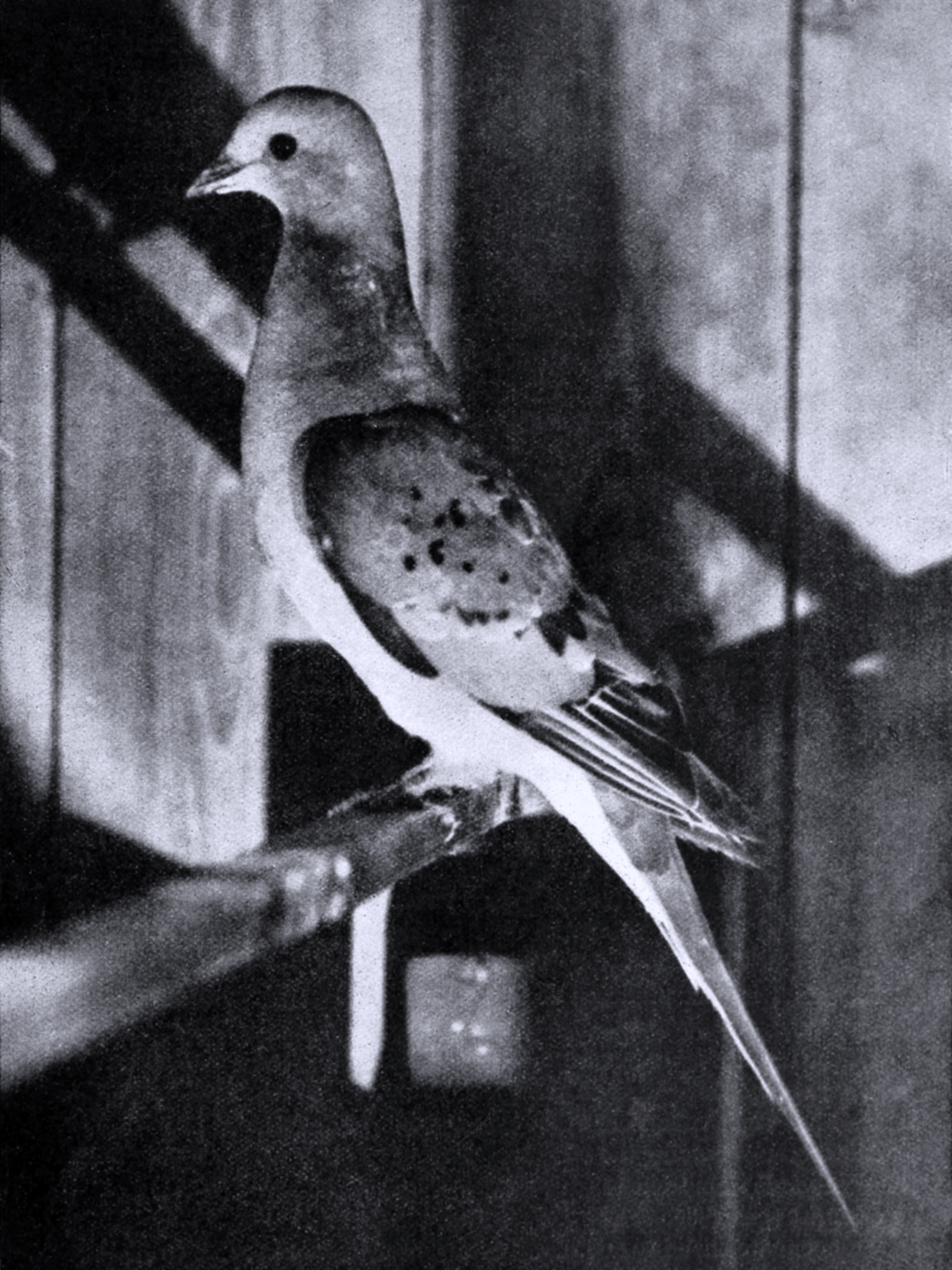
Gołąb wędrowny był prawdopodobnie najliczniej występującym gatunkiem ptaka zamieszkującym kulę ziemską. Jego populacja szacowana była na pięć miliardów. Został wytępiony na skutek polowań. Ostatni żywy egzemplarz padł w niewoli w 1914 roku.

Szósta katastrofa – potoczne określenie dotyczące współczesnego wymierania gatunków na Ziemi, określanego także jako „szóste masowe wymieranie”. Nazwa została zaczerpnięta z tytułu wydanej w roku 1999 książki Szósta katastrofa. Historia życia a przyszłość ludzkości.

## Tempo i przyczyny
Poprzez analizę liczebności gatunków, a jednocześnie spadek ich liczby w ostatnich kilkuset latach zaobserwowano istotne zmiany statystyczne. 
Na podstawie badań skamieniałości badacze wyliczyli, że poza okresami katastrof naturalnych z powierzchni planety znikają mniej niż dwa gatunki ssaków w ciągu miliona lat. Tymczasem w ciągu ostatnich 500 lat wyginęło co najmniej 80 gatunków ssaków z 5570 znanych (stan w 2011). 140 gatunków ptaków zostało uznane za wymarłe (EX) od 1500 roku (stan w 2014), 5 uzyskało status wymarłych na wolności (EW), 17 jako krytycznie zagrożone i prawdopodobnie wymarłe (CR-PE), a jeden jako krytycznie zagrożony prawdopodobnie wymarły na wolności.
Według Anthony’ego Barnosky’ego, od roku 2009 prowadzącego badania tego problemu na University of California w Berkeley, współczesne zanikanie gatunków odpowiada definicji masowego wymierania nawet w najwęższych jego definicjach.
Ponieważ brak jest takich czynników globalnych w środowisku przyrodniczym, jak na przykład: regresje morskie, wzmożony wulkanizm czy katastrofa kosmiczna, szósta fala masowego wymierania nie wpisuje się w paradygmat dotychczas opisujący zjawiska tego typu. Zwiększone tempo wymierania gatunków dokumentowane od kilkudziesięciu tysięcy lat, a zwłaszcza w okresie ostatnich kilkuset lat, tłumaczy się wpływem cywilizacji ludzkiej. Współcześnie, według różnych ocen, wymiera od 5 tysięcy do 500 tysięcy gatunków rocznie. Według Pracowni na Rzecz Wszystkich Istot liczba gatunków wymierających rocznie to 40 tysięcy, a według profesora Edwarda Wilsona z Uniwersytetu Harvarda jest to 27 tysięcy gatunków rocznie. Choć dane są rozbieżne, to zawsze liczone w tysiącach gatunków.
Tempo wymierania gatunków współcześnie jest oceniane na 100 razy szybsze niż naturalnie. Według niektórych naukowców warunkiem przetrwania cywilizacji jest podjęcie zdecydowanych kroków na przestrzeni 20-30 lat, by nie zatracić bioróżnorodności fauny i flory, która warunkuje istnienie gatunku ludzkiego.
Znamiennym w tym kontekście jest raport WWF, z którego wynika, że między 1970 a 2016 rokiem średnia liczebność populacji kręgowców (ryb, płazów, gadów, ptaków i ssaków) w monitorowanych populacjach (tzw. Living Planet Index) zmniejszyła się o 68%.